# طبل شکین
طبل شکین، روستایی از توابع بخش مرکزی شهرستان آوج در استان قزوین ایران است.  این روستا ۳۵۰ نفر جمعیت دارد که در برخی فصول سال به ۷۰۰ نفر هم می‌رسد. اهالی این روستا با زبان ترکی آذربایجانی و به لهجه قاراقانی صحبت می‌کنند. روستای طبلشکین با آب و هوای سرد کوهستانی، و زمستان‌های برفی در ۱۵۰ کیلومتری مرکز استان واقع شده است.

## جمعیت
این روستا در دهستان حصار ولیعصر قرار دارد و براساس سرشماری مرکز آمار ایران در سال ۱۳۸۵، جمعیت آن ۳۶۳ نفر (۸۰خانوار) بوده‌است.